# Charles Ier de Trazegnies
Charles Ier, baron de Trazegnies, vicomte d'Arnemuiden, seigneur de Welsinghe, Steenbrugghe… époux de Marie-Madeleine de Pallant-Culembourg, décédée le 18 juillet 1566.

## Dernier baron de Trazegnies
Il est gentilhomme de Charles Quint, qu’il accompagne dans tous ses voyages. Il prit part à l'expédition d'Alger et, comme capitaine d'une compagnie de bandes d'ordonnances, à la guerre en Autriche contre les Ottomans. En 1554, par représailles, le roi de France, Henri II envahit le Hainaut et détruisit les plus beaux châteaux.  Après avoir brûlé Dinant, Binche et le domaine de Mariemont, les incendiaires arrivent au château de Trazegnies. 
Il a été élu chevalier de l'ordre de la Toison d'or, mais il ne reçoit pas le collier, la mort l'ayant devancée le 17 mars 1578. Charles Ier de Trazegnies, est inhumé dans l'église Saint Julien de Ath, mais à ce jour, il n'y a plus de traces de sa sépulture. Il est le père de Charles II de Trazegnies.

## Armes
« Bandé d'or et d'azur de six pièces, à l'ombre de lion de sable, brochant sur le tout, à la bordure engrêlée de gueules ».

### Articles connexes

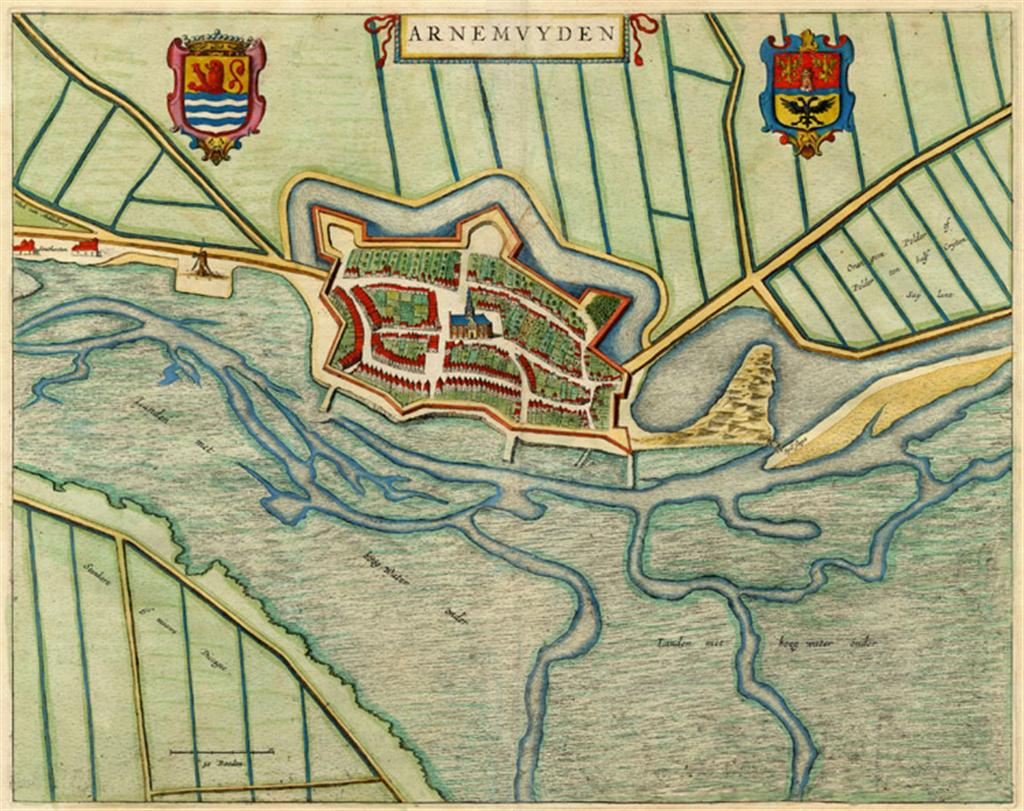
Carte de la localité de Arnemuiden, Pays-Bas.

## Devise
- « Tan que vive »[3].